# جروس عبد المالكيان
جروس عبد الملكيان (ولد في 18 مهر 1359 في طهران) شاعر إيراني معاصر ومدرس للشعر والنظرية الأدبية. 
هو أمين سر قسم الشعر في "ناشر جشمة" وحائز على جوائز مثل جائزة "إيران-كارنامه" للشعر، وجائزة "رودي" للأدب الإيطالي   وأحد المرشحين النهائيين لجائزة PEN (القلم الأمريكي) جائزة). وقد ترجمت كتبه إلى عدة لغات. 

## حياة
ولد جروس عبد الملكيان في 18 مهر 1359 في حي ستار خان بطهران. والده محمد رضا عبد الملكيان شاعر. عبد الملكيان، وهو من نهاوند، اختار اسم جبل بالقرب من مدينة نهاوند لابنه. بدأ جروس عبد الملكيان الكتابة عندما كان في الحادية عشرة من عمره، ونشرت قصائده الأولى في مجلتي كيهان بشاتشا وسوروش تانيش. كما يشير هو نفسه، فقد بدأ دراسة النقد والنظرية الأدبية عام 1377، ونشرت بعض قصائده الجادة الأولى، التي نُشرت فيما بعد في كتابه الأول، في مطابع تلك السنوات المتخصصة، منها الكرنامه وعصر الخميس. أصدر كتابه الأول بعنوان "الطير الخفي" عام 2001.  

## تأثيرات
'' قصائد مجمعة''
- الطائر الخفي، 2013، كتاب قصيدة الشباب
- ألوان العالم الباهتة، 2004، إصدار أغنية أخرى
- السطور تتغير أماكنها في الظلام، 2007، دار موارِد للنشر
- هولز، 1390، منشورات جشمي
- لا يوجد شيء مثل الموت الطازج، 1392، دار نشر جشمي (هذا الكتاب عبارة عن مجموعة مختارة من قصائد جروس عبد المالكيان مصحوبة بالصور الفوتوغرافية.) هذه المجموعة من تأليف نازانين طباطبائي وبالتعاون مع 36 مصورًا إيرانيًا بارزًا، بما في ذلك عباس كياروستامي وبهمان جلالي. وأفشين شاهرودي وسيف الله صمديان ومهران مهاجر وكريم ملكماداني ورمين محتشم و... جهزت
- قبول، 2014، منشورات جشمة
- مختارات من قصائد جروس عبد الملكيان، 2017، دار مارفاريد للنشر
- ثلاثية الشرق الأوسط، 2017، دار تشيشمي للنشر
- نصفي القمر مظلمان (قصائد جروس عبد الملكيان ولوحات لمريم غرباني)، 1397، دار نشر جشمي

## ترجمة الأعمال
- مختارات من القصائد باللغة الإنجليزية (نيويورك/بينجوين للنشر/2020) المترجم: د. أحمد نادال زاده، إدرا نوفي
- مختارات من القصائد بالفرنسية (باريس/ منشورات برونو دوسي/ 2012) المترجم: فريدة روفا
- ثلاثية الشرق الأوسط بالفرنسية (باريس/ منشورات برونو دوسي/ 2023) المترجم: فريدة روفا
- ثلاثية الشرق الأوسط بالإيطالية (بولونيا/كارابا للنشر/2021) المترجم: د. فائزة مرداني
- مختارات من القصائد باللغة الألمانية (Bermen/Suzhe Frelag Publishing/2021) المترجم: Yuta Himmelreich
- مختارات من القصائد باللغة العربية (بيروت/دار الغوان للنشر/2011) المترجم: د.موسى بيداج
- جسر لا يعيد أحداً إلى وطنه بالعربية (الكويت/دار النشر تكفين/2020) ترجمة أصغر علي كرمي
- ثلاثية الشرق الأوسط بالعربية (الكويت/دار النشر تكفين/2023) ترجمة أصغر علي كرمي [8]
- الخطوط تتغير أماكنها في الظلام في اللغة الكردية (السليمانية العراق / دار نشر رخونهي شودير / 2008) المترجم: ماريفان حلبتشي
- ألوان العالم الباهتة في اللغة الكردية (السليمانية، العراق/2008) المترجمة: ماريفان حلبجي
- مختارات من القصائد باللغة السويدية (جوتنبرج/2015) المترجم: نمدار ناصر
- مختارات من القصائد باللغة التركية الأذربيجانية (باكو/2018) المترجم: أوميد نجاري
- كما كتب جروس عبد الملكيان العديد من القصائد باللغات الإنجليزية والفرنسية والإسبانية والعربية وغيرها في إصدارات مثل:

نيويورك تايمز • غيرنيكا • ليريكلاين • أوروبا • سيركولوديبوسيا • (الكون أمة موحدة للشعر) تم نشرها.  

## أعمال صوتية
- الألبوم الصوتي لأوتار الظلام (يحتوي هذا الألبوم على مختارات من قصائد جروس عبد الملكيان التي صدرت عام 2013 بصوت الشاعر وألحان فرقة نيوش) [11]
- كتاب صوتي لثلاثية الشرق الأوسط (هذا الكتاب الصوتي برواية مهدي باكديل وألحان كارين همايونفر تم نشره عام 1400 بواسطة راديو غوش)

## الجوائز
- نهائي جائزة بن (جائزة القلم الأمريكية)
- جائزة الأدب الإيطالي (رودي)
- جائزة الشعر الإيراني – كارنامه
- كتاب مختار لعام الشعر الشاب في إيران
- جائزة بندر عباس الوطنية للشعراء الشباب (فترتان)
- جائزة قصيدة الشباب الوطنية (فرع شيراز النبط)
- جائزة شعر ليالي شهريفار

شارك غروس عبد الملكيان في العديد من المهرجانات العالمية، منها مهرجان ربيع الشعراء في باريس، ومهرجان الأصوات الحية للشعر في سيث في فرنسا، ومهرجان الرحمة الشعري في السويد، ومهرجان جالافيج الشعري في السليمانية بالعراق وغيرها. وقد شارك  

## ورشة شعرية
منذ عام 2005، أقام غروس عبد الملكيان عدة ورش عمل في مجال الشعر والنظرية الأدبية في معاهد شهر كتاب، بحران، كناش، حراك. وتنظمه أيضًا جامعة العلامة الطباطبائي وجامعة الشهيد بهشتي، إلخ.
وهو أيضًا أمين سر جائزة الشعر البحراني التي نظمها المعهد البحراني على فترتين عامي 1396 و1397، مع تحكيم شعراء ونقاد مثل ضياء محمد، وعباس سفاري، وشهاب المغربين، وبهزاد خواجت، وأكبر أكسر. .  